# Sinocarum souliei
Sinocarum souliei är en flockblommig växtart. Sinocarum souliei ingår i släktet Sinocarum och familjen flockblommiga växter. Inga underarter finns listade i Catalogue of Life.